# Шубіна Марія
Маша Шубіна (* 20 листопада 1979, Київ, УРСР) — український художник із традиційним живописом та мультимедійними проектами. Живе та працює в Берліні, Німеччина, та Києві, Україна.

## Навчання
- 2002: навчання в Московському архітектурному інституті, Росія
- 1997—2003: навчання в Національній академії образотворчого мистецтва і архітектури, Київ
- 1992—1996: відвідувала художню школу в Києві, Україна

## Робота
Її нинішня робота охоплює давно встановлені, але в основному несвідомі та непомічені структури глобальної міжособистісної комунікації, підкріплені останніми мультимедійними досягненнями. Її робочим і комунікаційним середовищем є сам Інтернет, який для неї дозволяє ідеально поєднати традиційний живопис і новітні медіа-технології. Тут її мета — перетворити файл JPG у властивості картини, а картину — у властивості файлу JPG. У своєму проекті вона розміщує автобіографічну інформацію на так званих сайтах знайомств в Інтернеті по всьому світу — у Токіо, Нью-Йорку, Берліні — разом із власними портретами. Спілкування з відвідувачами або глядачами цих сторінок і профілів є принаймні настільки ж важливим для загальної концепції роботи, як і сам предмет живопису/мультимедіа. Тут вона знаходить можливість представити своє мистецтво та винести його на обговорення навіть у найвіддаленіших куточках світу, а також постійне джерело нових ідей і тем для майбутніх виставок і робіт. Автобіографічні відомості постійно поповнюються деталями та портретами, відповідно до поточних життєвих обставин. Саме тут відбувається фактичне злиття різних медіа — живопису та мультимедіа — в сучасний зашифрований нарцисизм.

## Виставки
- 2007: Галерея образотворчого мистецтва, Москва, Росія, Vertical Garisonts
- 2006: Галерея Березницького (L-art Gallery), Київ, Україна
- 2006: Галерея Метью Боуна, Лондон, Великобританія, Мій дорогий куратор
- 2005: Галерея Березницького (L-art Gallery), Домашня робота

## Групові виставки
- 2007: CAN, Москва, Росія, Artist Daily
- Pinchuk Art Center, Київ, Україна, Generation UsA
- Bereznitsky Gallery, (L-art Gallery), Київ, Україна, Weekend
- 2006: Галерея FineArt, Москва, Росія, Спекотне літо

## Вебпосилання
- Маша Шубіна на сайті галереї Станісласа Бургена
- МАША ШУБІНА. БІОГРАФІЯ
- Сайт художника